# Convenção Interamericana contra a Corrupção
A Convenção Interamericana contra a Corrupção, adotada em Caracas, Venezuela, em março de 1996, é o primeiro instrumento jurídico internacional neste campo que reconhece a importância supranacional da corrupção e a necessidade de promover e facilitar a cooperação entre Estados-Membros da Organização dos Estados Americanos (OEA) para combatê-la. 

## Propósitos da Convenção
- Promover e fortalecer o desenvolvimento dos mecanismos necessários para prevenir, detectar, punir e erradicar a corrupção.

- Promover, facilitar e regular a cooperação entre os Estados para assegurar a eficácia das medidas e ações para prevenir, detectar, punir e erradicar a corrupção no exercício das funções públicas e atos de corrupção especificamente relacionadas com tal exercício.

## Conteúdo
A Convenção estabelece um conjunto de medidas preventivas, fornecendo a caracterização como delitos de determinados atos de corrupção, incluindo o suborno transnacional e enriquecimento ilícito; e contém uma série de disposições destinadas a reforçar a cooperação entre seus Estados-Partes em áreas como a assistência jurídica mútua e a cooperação técnica; a extradição e a identificação, rastreamento, imobilização, apreensão e confisco de bens ou propriedades obtidas ou derivadas da comissão de atos de corrupção, dentre outras. 
O atual cenário globalizado eleva ao plano internacional temas que anteriormente eram tratados estritamente sob uma ótica nacional. Os desafios que se restringiam aos limites territoriais nacionais passaram a constituir problemas de ordem internacional. 
A Convenção da OEA foi o primeiro instrumento multilateral a considerar o caráter transnacional da corrupção, reconhecendo que o fenômeno perpassa as fronteiras dos Estados, prejudica a legitimidade das instituições públicas, degrada a ordem moral e atenta contra os diversos povos. 
Nesse sentido, o desenvolvimento integral dos Estados, por meio da mútua cooperação, passa a ser uma necessidade crescente, e um dos meios de se alcançar tal objetivo é a prevenção e o combate à corrupção.
Os principais objetivos da Convenção Interamericana contra a Corrupção da OEA são: 
- Estimular e fortalecer o desenvolvimento, pelos países participantes, de mecanismos para prevenir, detectar, punir e erradicar a corrupção;

- Estimular o intercâmbio de informações e experiências entre os países participantes;

- Promover a cooperação recíproca entre os Estados Partes, no intuito de assegurar a eficácia das medidas e ações adotadas para prevenir, detectar, punir e erradicar a corrupção no exercício da função pública;

- Incentivar os Estados Partes a adotarem as medidas legislativas necessárias para garantir a efetiva prevenção e combate à corrupção.

## Mecanismo de Acompanhamento da Implementação da Convenção Interamericana contra a Corrupção (MESICIC)
O MESICIC é um mecanismo Intergovernamental estabelecido no âmbito da OEA para apoiar os Estados-Membros que fazem parte do mesmo na implementação das disposições da Convenção, através de um processo de avaliações mútuas e em condições de igualdade, onde se fazem recomendações específicas em relação às áreas em que existem lacunas ou necessários grandes avanços. 
O Mecanismo de Acompanhamento da Implementação da Convenção Interamericana contra a Corrupção (Mecanismo de Seguimiento de la Implementación de la Convención Interamericana contra la Corrupción - MESICIC) é o mecanismo de combate à corrupção da OEA, aprovado na 3ª Sessão Plenária, em 05/06/2001, por meio da AG/RES. 1784 (XXXI-O/01); que reúne 33 dos 34 Estados-membros a rever seus quadros jurídicos e instituições de acordo com as disposições da Convenção Interamericana contra a Corrupção. 
Nos 16 anos de funcionamento o MESICIC aprovou mais de 100 relatórios com recomendações para os Estados-membros melhorarem as estruturas jurídicas e instituições para combater eficazmente a corrupção em temas como: a prevenção de conflitos de interesses, a preservação dos recursos públicos, contratação, a vinculação dos servidores públicos, sua formação ética, sistemas de declaração de ativos, a participação da sociedade civil na luta contra a corrupção, controles de estado estagiários em empresas para detectar e prevenir a corromper as práticas, a definição de atos de corrupção, como suborno transnacional e enriquecimento ilícito, proteger aqueles que expô-los e mútua assistência para o julgamento de sua os autores e, se o caso, extradição e órgãos de controle superior prevenir, detectar, investigar e punir tais atos. 

### Propósitos do MESICIC
- Promover a implementação da Convenção e contribuir para a realização dos seus fins;

- Para acompanhar os compromissos assumidos pelos Estados-Partes e analisar como eles estão sendo implementados; e

- Facilitar a realização de atividades de cooperação técnica; a troca de informações, experiências e melhores práticas; e a harmonização das legislações dos Estados partes.

### Princípios do MESICIC
O MESICIC é desenvolvido no âmbito dos objetivos estabelecidos na carta da OEA e observa, além disso, os princípios da soberania, igualdade jurídica e de não-intervenção dos Estados. 

### Características do MESICIC
O MESICIC é imparcial e objetivo na sua operação e conclusões, não penaliza nem qualifica ou classificar os Estados, mas fortalece cooperação entre estes. 
O MESICIC procura estabelecer um equilíbrio adequado entre a confidencialidade e transparência em suas atividades. Por ter caráter intergovernamental, ele pode receber contribuições de organizações da sociedade civil. 

### Composição do MESICIC
- A Conferência dos Estados-Partes,[3] que tem a autoridade e a responsabilidade global para o mecanismo de execução;

- O Comitê de Peritos,[3] que é responsável pela análise técnica da implementação da Convenção; e

- A Secretaria Técnica, exercida pela Secretaria-Geral da OEA por meio do Departamento de Cooperação Jurídica da Secretaria de Assuntos Jurídicos.

### Operação do MESICIC
O MESICIC desenvolve, entre outras atividades, um processo de avaliação mútua entre os Estados que o compõem, no âmbito de sucessivas "rodadas" que examinam como Estados-Membros aplicam as disposições da Convenção selecionadas para cada rodada. 
Para essa finalidade, adotam relatórios nacionais em que são formuladas recomendações específicas para cada Estado, para que eles supram as lacunas de regulamentos ou normas detectadas; colmatar as insuficiências encontradas; e tenham indicadores que permitem determinar objetivamente os resultados obtidos em relação a implementação de tais disposições. 
Organizações da Sociedade Civil estão envolvidas neste processo, fornecendo informações a par com aquelas fornecidas pelos respectivos Estados. 
No final de cada rodada, a Comissão elabora um Relatório Hemisférico, além dos relatórios de cada Estado-Membro. 

## Programa Interamericano de Cooperação para Combater a Corrupção
A Assembleia Geral da OEA, por ocasião de seu Vigésimo Sétimo Período Ordinário de Sessões, mediante a resolução AG/RES. 1477 (XXVII-O/97), adotou um “Programa Interamericano de Cooperação para Combater a Corrupção”.